# Ибрахим бегова џамија у Београду
Ибрахим бегова џамија била је једна од београдских џамија, а саграђена је у другој половини 16. века.

## Опште информације
Налазила се на углу Обилићевог венца и Кнез Михаилове улице (на месту некадашње робне куће „ТА-ТА”, а потом „Београд”. Према познатом геологу и социологу између два светска рата Шемси Дервишевићу, ова џамија је била саграђена између 1572. и 1582. године. Исту помињу с краја XVII века водећи европски географи као што су Гумп и Талијан.